# 8832 Altenrath
8832 Altenrath este un asteroid din centura principală de asteroizi.

## Descriere
8832 Altenrath este un asteroid din centura principală de asteroizi. A fost descoperit pe 2 martie 1989 la Observatorul La Silla de Eric Walter Elst. El prezintă o orbită caracterizată de o semiaxă mare de 2,57 ua, o excentricitate de 0,12 și o înclinație de 8,6° în raport cu ecliptica.